# Rugsamt
Das Rugsamt in Nürnberg, auch Rugamt (Rügeamt, Rügegericht), war eine etwa der heutigen Gewerbeaufsicht vergleichbare Behörde.
Unmittelbar nach Abschaffung der Zünfte die seit 1349 bestanden, war es die oberste gerichts- und gewerbepolizeiliche Behörde der Stadt und für alle Handwerke und Manufakturen gegenüber dem Stadtrat verantwortlich.
Das Rugsamt bestand aus dem Vorsitzenden, dem „Pfänder“, dem ab 1470 zwei, ab 1498 vier Ratsherren aus dem regierenden „Kleinen Rat“ zur Seite gestellt waren, sowie fünf „Rugsherren“ aus dem Patriziat. Durch kontrollierte Verteilung oder Verweigerung der Gewerbekonzessionen konnte der Rat der Stadt zur Sicherung von Produktion und Handel je nach Bedarf die Anzahl der Handelsbetriebe regulieren und die Zahl der Gesellen und Lehrjungen je nach Konjunkturlage festlegen. Das Rugsamt versperrte auswärtigen Anbietern oder Handwerkern den Markt und verhinderte so jeden Wettbewerb. Es verfuhr nach dem Grundsatz: „Fiat justitia et pereat mundus!“ – „Die Welt mag untergehen, wenn nur das Recht gilt!“ Es bestimmte also die Richtlinien der städtischen Gewerbepolitik, führte Gewerbekontrollen durch und war für die wirtschaftliche Rechtsprechung zuständig. Dabei ging es der Stadt um die Zementierung der bestehenden Machtverhältnisse und ihrer Besitzstände.
Bestimmte Handwerke waren „gesperrt“, sollten also exklusiv der Stadt Nürnberg vorbehalten bleiben. Das Gesellenwandern war deshalb verboten. Neu angenommene Lehrjungen mussten auf dem Rugsamt feierlich schwören, das erlernte Handwerk nirgendwo sonst auszuüben, und mussten sofort das Bürgerrecht erwerben. Nach der Lehrzeit sprach das Rugsamt den Lehrling frei.
Das Rugsamt verbot den Handwerkern jegliche politische Vereinigung oder Selbstverwaltung – sogar religiöse Bruderschaften und anderswo übliche zünftische Gerichtsbarkeiten. Versammlungen waren nur in Gegenwart eines Rugsherren oder Rugsschreibers gestattet.
Bereits 1804 wurde die Auflösung des Rugsamtes erwogen; allerdings stellte das Amt erst im Jahr 1809 seine Tätigkeit ein.